# Liolaemus lavillai
Liolaemus lavillai — вид ігуаноподібних ящірок родини Liolaemidae. Ендемік Аргентини.

## Поширення і екологія
Liolaemus lavillai мешкають в горах на заході провінції Сальта. Вони живуть на високогірних пустищах, місцями порослих чагарниками і кактусами, у перехідній зоні між пре-пуною і високогірними луками пуна. Зустрічаються на висоті від 2800 до 4100 м над рівнем моря. Є живородними.